# Сильвестр Чудотворець
Сильвестр чудотворець Печерський (ХІІ ст., Київ) — православний святий, чернець Печерського монастиря. Преподобний.

## Життєпис
Здійснював свій чернечий подвиг у XII столітті і був ігуменом Михайлівського Видубицького монастиря в Києві.
Він продовжив працю літописця преподобного Нестора і написав дев’ять житій святих угодників Печерських. У службі отцям Києво-Печерським, які спочивають у Ближніх печерах, преподобний Сильвестр називається блаженним і володіє «чудовим даром проганяти бісівські напади».
Преподобний Сильвестр мирно відійшов до Господа і був похований у Ближніх печерах. Його пам’ять святкується також 28 вересня з собором преподобних отців Ближніх Печер та в 2-у Неділю Великого посту.
На карті Ближніх печер 1638 року згаданий як «св. старець Сильвестр покірний, чудотворець», в 1661 і 1703 роках як «Сильвестер», в 1744 році як «преп. Селиверст», в 1769-1789 роках як «св. Сильвестр», в 1795 році і XIX ст. як «преподобний Сильвестр».

## Мощі
Його мощі спочивають у Ближніх печерах в Києві, поряд з мощами святого Авраамія Трудолюбивого. На всіх картах, починаючи з 1661 року, мощі подвижника вказані у великій братській усипальниці на південно-західній ділянці лабіринту, так званій «Общині».

## Пам'ять
Пам'ять 28 вересня і 2 січня.

## Джерело
- Словник персоналій Національного Києво-Печерського історико-культурного заповідника[недоступне посилання з липня 2019] — ресурс використано за дозволом видавця.